# Brunero Gherardini
Brunero Fiorello Gherardini (Prato, 10 febbraio 1925 – Roma, 22 settembre 2017) è stato un presbitero e teologo italiano, direttore della rivista di studi teologici Divinitas e canonico di San Pietro in Vaticano, nonché decano emerito della facoltà di teologia della Pontificia Università Lateranense.

## Biografia
Ordinato prete il 29 giugno 1948 a Pistoia, per la diocesi di Prato, si licenziò in teologia nel 1952 alla Lateranense con Cornelio Fabro e si specializzò all'Eberhardina Carolina di Tubinga nel 1954-55. Dal 1949 al 1958 esercitò il ministero pastorale presso una parrocchia di Prato, al contempo insegnando nel locale seminario. Nel 1958 fu chiamato presso la Santa Sede, dove prestò a lungo servizio come officiale dell'allora Sacra Congregazione dei Seminari, all'interno della quale ebbe per dieci anni la responsabilità dell'ufficio preposto ai "Seminari diocesani e regionali d'Italia".
Dal 1968, per trentasette anni, fu ordinario d'ecclesiologia (cattedra su cui succedette a Ugo Emilio Lattanzi) ed ecumenismo presso la facoltà teologica della Pontificia Università del Laterano, di cui fu anche decano; occupò inoltre la cattedra dedicata alle stesse materie nell'Istituto Ecclesia Mater della Pontificia Università San Tommaso d'Aquino. Fu membro e responsabile della Pontificia accademia di teologia e della Pontificia accademia di San Tommaso d'Aquino; da entrambe, però, a un certo punto si distaccò. Fino alla morte fu consultore della Congregazione delle Cause dei Santi. 
Dopo la scomparsa di Antonio Piolanti fu postulatore della causa di canonizzazione del beato Pio IX, per dieci anni fino al 2011. Dal 2000 diresse la rivista internazionale di ricerca e critica teologica Divinitas, fondata dallo stesso Piolanti nel 1954.
Dal 1994 fino alla morte fu canonico della patriarcale basilica di San Pietro in Vaticano, presso la quale risiedeva.
Gherardini partecipò per oltre mezzo secolo al dibattito teologico, soprattutto nel campo dell'ecclesiologia e dell'interpretazione del Concilio Vaticano II, sul quale negli ultimi anni si espresse da un punto di vista tomistico.
È autore di più di ottanta volumi e di centinaia di altre pubblicazioni. I suoi libri più recenti sono Credo in Gesù Cristo (VivereIn, 2012), una meditazione teologica sul Cristo della Chiesa, e Contrappunto conciliare (Lindau 2013), sul dialogo interreligioso.

## Pensiero
Gli interessi teologici di Brunero Gherardini si concentrarono sull'ecclesiologia, la mariologia e il mondo della Riforma, con particolare attenzione a Karl Barth.
Nel quadro dell'ecclesiologia scrisse numerose opere sul Concilio Vaticano II.
In materia di teologia protestante, diede un contributo rilevante all'approfondimento di vari aspetti del pensiero di Martin Lutero (la theologia crucis, la mariologia), e ebbe il merito di avere introdotto in Italia lo studio della teologia di Barth, fin allora trascurata.
Dal punto di vista dogmatico, in particolare ecclesiologico, contribuì alla «ristrutturazione del trattato De Ecclesia e alla giustificazione teologica della collegialità dei vescovi», ricondotta nell'alveo del primato petrino, e allo studio del "mistero della Chiesa" sotto tre aspetti: soteriologico, gerarchico e comunionale: la Chiesa come "arca dell'alleanza" quindi, che per il Gherardini corrisponde «[...] all'umanità sulla quale è scesa, libera e trasformante, l'Elezione divina - un'umanità con la quale Dio è entrato in intimità mediante il vincolo dell'Alleanza consacrata dal e nel sangue del Figlio suo». I suoi studi, poi, furono intesi a giustificare sul piano metafisico il subsistit in e a ricondurre l'ecumenismo nella sfera dell'Unam Sanctam, per strapparlo all'alea del dialogo fine a sé stesso.
Particolarmente degna di nota è l'attenzione che Gherardini dedicò alla dimensione di "comunione" della Chiesa: un aspetto a cui la teologia preconciliare aveva dato scarso rilievo. Facendo ciò, egli si mise nel solco di Jean Jérôme Hamer, ma, a differenza di questo, non pose la visione comunionale della Chiesa in antitesi a quella sacramentale; inoltre, chiarì che la comunione nella Chiesa è operante in senso sia verticale ("da Gesù Cristo al suo corpo e tra i vari gradi della gerarchia ecclesiastica") sia orizzontale ("tra i membri del Corpo mistico"), elaborando così un'idea di comunione data dall'alto a cui si aggiunge quella d'una scoperta comunitaria, da parte di quanti ricevono il medesimo dono, come effetto appunto del comune partecipare a esso.

## Opere (selezione)
- La parola di Dio nella teologia di Karl Barth. Studium, Roma 1955.
- La seconda Riforma. Uomini e scuole del protestantesimo moderno, 2 volumi. Morcelliana, Brescia 1964-66.
- Protestantesimo oggi. Città Nuova, Roma 1965.
- La Madonna in Lutero. Città Nuova, Roma 1967.
- In che senso si può parlare di morte di Dio? Apes, Roma 1968.
- La Chiesa nella storia della teologia protestante. Borla, Torino 1969.
- La Chiesa arca dell'alleanza, la sua genesi, il suo paradosso, i suoi poteri, il suo servizio. Città Nuova, Roma 1971.
- La spiritualità protestante. Peccatori santi. Studium, Roma 1972.
- La Chiesa, oggi e sempre. Saggi storico-critici di aggiornamento ecclesiologico. Ares, Milano 1974.
- La Chiesa è sacramento. Saggio di teologia positiva. Città Nuova, Roma 1976.
- Theologia crucis: l'eredità di Lutero nell'evoluzione teologica della Riforma. Edizioni Paoline, Roma 1978.
- Nel mondo per Dio: considerazioni teologiche sugli istituti secolari. Quadrivium, Genova 1982.
- Che cosa c'è dietro l'angolo? Elledici, Torino 1982.
- Lutero-Maria. Pro o contro? Giardini, Pisa 1985.
- La Chiesa mistero e servizio. Ut unum sint, Roma 1988.
- Creatura Verbi. La Chiesa nella teologia di Martin Lutero. VivereIn, Monopoli 1990.
- Santa o peccatrice? Meditazione sulla santità della Chiesa. ESD, Bologna 1992.
- Dignitas terrae: note di mariologia agostiniana. Piemme, Casale Monferrato 1992.
- Dina Bélanger e la sua breve giornata. ADP, Roma 1993.
- Miscellanea Brunero Gherardini. Pontificia Accademia di San Tommaso. Libreria Editrice Vaticana, Città del Vaticano 1996.
- La Corredentrice nel mistero di Cristo e della Chiesa. VivereIn, Monopoli 1998.
- Dal peccato alla grazia. La dottrina della giustificazione in un confronto cattolico-luterano. Le Lettere, Firenze 1998.
- «Tu, il mio piccolo io». Dina Bélanger e il suo carisma. Una ricostruzione storica Archiviato il 23 ottobre 2013 in Internet Archive.. Basato su Autobiografia. Un canto d'amore, di Dina Bélanger, questo libro esamina con criteri storiografici la vita e l'ambiente in cui visse l'Autrice. Seconda edizione riveduta ed ampliata, Lindau, Torino 2013.
- Il beato Pio IX. Studi e ricerche. Pro Verbo, Prato 2001.
- Sta la regina alla tua destra. Saggio storico-teologico sulla regalità di Maria. VivereIn, Monopoli 2002.
- Nel cuore dei tre. Dina Bélanger. Libreria Editrice Vaticana, Città del Vaticano 2005.
- Quale accordo fra Cristo e Beliar? Osservazioni teologiche sui problemi, gli equivoci, i compromessi del dialogo interreligioso. Fede e Cultura, Verona 2008.
- Concilio Ecumenico Vaticano II. Un discorso da fare. Casa Mariana Editrice, Frigento 2009. Tradotto in inglese col titolo The Ecumenical Vatican Council II. A much needed discussion.. Casa Mariana Editrice, Frigento 2009 Archiviato il 30 ottobre 2012 in Internet Archive..
- Ecumene tradita. Il dialogo ecumenico tra equivoci e passi falsi. Fede e cultura, Verona 2009.
- Quod et tradidi vobis. La tradizione, vita e giovinezza della Chiesa. Casa Mariana Editrice, Frigento 2010.
- Concilio Vaticano II. Il discorso mancato. Lindau, Torino 2011.
- A domanda risponde. In dialogo con Karl Barth sulle sue «Domande a Roma» Archiviato il 13 aprile 2012 in Internet Archive. Scheda libro e recensioni. Casa Mariana Editrice, Frigento 2011.
- Quaecumque dixero vobis. Parola di Dio e Tradizione a confronto con la storia e la teologia. Scheda libro. Lindau, Torino 2011.
- La Cattolica. Lineamenti d'ecclesiologia agostiniana. Scheda libro, indice, recensioni e commenti. Lindau, Torino 2011.
- Credo in Gesù Cristo. Meditazione teologica sul Cristo della Chiesa. VivereIn, Monopoli 2012.
- Il Vaticano II. Alle radici d'un equivoco. Lindau, Torino 2012.
- Contrappunto conciliare. Lindau, Torino 2013.